# Liste der Filmfestivals in den Niederlanden
Die Liste beinhaltet die Namen der Filmfestivals, die in den Niederlanden stattfinden. Zudem werden genannt: die Jahreszahl der jeweiligen ersten Festival-Ausgabe, der Ort (die Stadt), in dem sich die jeweilige(n) Festival-Spielstätte(n) befinden, sowie die inhaltliche Spezialisierung des jeweiligen Festivals. Hierbei wird die Bezeichnung international verwendet, wenn es hinsichtlich der Produktionsländer der Filme keine geographische Einschränkung gibt. Die Liste ist aufsteigend nach Gründungsjahren geordnet, ein Farbwechsel in den Reihen markiert einen Wechsel im Jahrzehnt des Gründungsdatums.  
| seit | Name des Filmfestivals                                   | Ort             | Ausrichtung                                                                        |
| ---- | -------------------------------------------------------- | --------------- | ---------------------------------------------------------------------------------- |
| 1960 | Cinestud                                                 | Amsterdam       | internationale Studentenfilme                                                      |
| 1972 | International Film Festival Rotterdam                    | Rotterdam       | international; u. a. Spezialisierung auf digitales Kino                            |
| 1979 | Noordelijk Film Festival                                 | Leeuwarden      | europäische Filme                                                                  |
| 1981 | Nederlands Film Festival                                 | Utrecht         | niederländische Spiel-, Kurz-, Dokumentar- und Fernsehfilme                        |
| 1984 | Amsterdam Fantastic Film Festival                        | Amsterdam       | internationale Fantasyfilme, Horrorfilme, Anime, Thriller und Sciencefiction-Filme |
| 1987 | Africa in the Picture                                    | Amsterdam u. a. | afrikanisches Kino                                                                 |
| 1987 | Cinekid                                                  | Amsterdam u. a. | internationale Kinderfilme (Film, Fernsehen, neue Medien)                          |
| 1988 | International Documentary Film Festival Amsterdam (IDFA) | Amsterdam       | internationale Dokumentarfilme                                                     |
| 1987 | Holland Animation Film Festival                          | Utrecht         | internationale Animationsfilme                                                     |
| 1990 | Beeld for Beeld (Image by Image)                         | Amsterdam       | ethnografische Dokumentarfilme                                                     |
| 1996 | Impakt Festival for Audiovisual Arts                     | Utrecht         | digitales Kino, international                                                      |
| 1996 | De Roze Filmdagen (Pink Film Days)                       | Amsterdam       | lesbische und schwule Filme; international                                         |
| 1997 | Cinépremières                                            | Groningen u. a. | französische und französischsprachige Filme                                        |
| 1999 | Film by the Sea                                          | Vlissingen      | international; u. a. Spezialisierung auf Literaturverfilmungen                     |
| 2000 | Arab Film Festival Rotterdam                             | Rotterdam       | Filme aus der arabischen Welt                                                      |
| 2000 | Nieuwe Blikken                                           | Arnheim         | Filme junger niederländischer Filmschaffender                                      |
| 2000 | Shadow Festival                                          | Amsterdam u. a. | internationale Dokumentarfilme                                                     |
| 2002 | Festiberico                                              | Delft           | Filme aus Spanien und Portugal                                                     |
| 2002 | Joods Film Festival                                      | Amsterdam u. a. | internationale Filme zum Thema Judentum                                            |
| 2003 | 8mm Festival                                             | Kampen          | internationale 8-mm-Filme                                                          |
| 2003 | Black Soil                                               | Den Haag        | internationale Hip-Hop-Filme                                                       |
| 2003 | Deaf in the Picture                                      | Amsterdam       | internationale Filme über und für gehörlose Menschen                               |
| 2003 | Himalaya Film Festival                                   | Amstelveen      | Kurz-, Dokumentar- und Spielfilme aus der Himalaya-Region                          |
| 2004 | CinemAsia Film Festival                                  | Amsterdam       | asiatisches Kino                                                                   |
| 2005 | Dejima Japanese Film Festival                            | Amsterdam u. a. | japanisches Kino                                                                   |
| 2005 | Latin American Film Festival Utrecht                     | Utrecht         | Filme aus Lateinamerika                                                            |
| 2006 | Big Rivers Film                                          | Dordrecht       | internationale Musikfilme                                                          |
| 2006 | Film Festival Maastricht                                 | Maastricht      | international                                                                      |
| 2006 | Leids Film Festival                                      | Leiden          | international                                                                      |
| 2006 | M.C.M. Filmfest Venlo                                    | Venlo           | Kurzfilme aus den Niederlanden, Deutschland und Belgien                            |
| 2007 | Asiascope Rotterdam                                      | Rotterdam       | Filme aus der asiatischen Diaspora                                                 |